# Roscoe Arbuckle
Roscoe Conkling Arbuckle (Smith Center, Kansas, 24 de Março de 1887 – Nova Iorque, 29 de Junho de 1933), também conhecido como Fatty Arbuckle (no Brasil, Chico Bóia) foi um comediante do cinema mudo americano, diretor e roteirista. Arbuckle é famoso por ter sido um dos mais populares atores de sua era, no entanto, ele é mais lembrado por uma largamente divulgada perseguição criminal que acabou com sua carreira. Apesar de ele ter sido absolvido por um júri com pedido de desculpas escrito, o escândalo do processo arruinou o ator, que ficou desde então mais de dez anos fora das telas.

## Biografia

### Vida e início de carreira
Nascido em Smith Center, Kansas, filho de Mollie e Willian Goodrich Arbuckle, desde cedo teve contacto com palcos da comédia Vaudeville, principalmente em Idora Park, Oakland, Califórnia. Um dos seus primeiros mentores foi o comediante Leon Errol. Estreou no cinema na Companhia Selig Polyscope (Selig Polyscope Company) em julho de 1909. Até 1913, Arbuckle participou de algumas das películas curtas da companhia Selig, e depois foi trabalhar na Universal Pictures, onde alcançou sucesso nas comédias policiais do produtor-diretor Mack Sennet, dono da Keystone Film Company.
Arbuckle era também um cantor talentoso. Depois e Enrico Caruso o ter visto cantar, pediu encarecidamente ao comediante "deixe esse trabalho sem sentido que você faz para viver (as comédias em que atuava). Um pouco de treino pode fazer de você o segundo maior cantor do planeta."
Em 6 de agosto de 1908, casou com Araminta Estelle Durfee (1889 - 1975), filha de Charles Warren Durfee e Flora Adkins. Araminta participou de grande número de filmes nos primeiros anos da comédia muda, com o nome de Minta Durfee, muitos dos quais ao lado de Fatty Arbuckle.

### Comediante das telas
Apesar de ser corpulento, Arbuckle era bastante ágil e acrobático. Da primeira reunião que teve com Arbuckle, Mack Sennet lembrou, certa vez, que "ele subiu a escada saltando com a delicadeza de Fred Astaire" e "sem avisar, deu um leve passo de pluma, bateu palmas e realizou um mortal para trás, com a graça de uma ginasta". As comédias em que atuou eram rápidas e deleitosas, tinham muitas cenas de perseguição e várias piadas visuais. Arbuckle era um representante das famosas "tortas na cara" um clichê das comédias mudas que se tornou posteriormente símbolo da era do cinema mudo, especialmente do gênero comédia. A primeira vez que se tem notícia do uso dessa piada foi no filme "A noise from the Deep" (Barulho das profundezas), lançado em junho de 1913 pela Keystone, estrelando Fatty Arbuckle e sua parceira de muitos filmes, Mabel Normand.

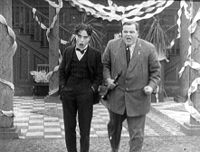
Charles Chaplin e Fatty Arbuckle em Tango Tangles (1914)

Em 1914, a Paramount fez uma oferta jamais vista no cinema até então: 1 000 dólares por dia mais 25% de todos os lucros, além de ter liberdade artística. Os filmes davam tanto lucro que, em 1918, eles ofereceram um contrato de 3 milhões de dólares por três anos.
Arbuckle não gostava de seu nome/apelido artístico. O nome Fatty (Gordão) remete ao tamanho de seu corpo. No Brasil, o personagem de Arbuckle ficou conhecido como Chico Bóia – é bem provável que ele também não fosse gostar dessa alcunha, caso dela tomasse conhecimento. Quando Arbuckle interpretava uma personagem feminina, o nome era "Miss Fatty" (Senhora Gordona) – como no filme "Miss Fatty's seaside lovers" (Amantes de praia da Senhora Gordona). Arbuckle não permitia a seus colegas que lhe chamassem pelo apelido fora das telas.

### Buster Keaton

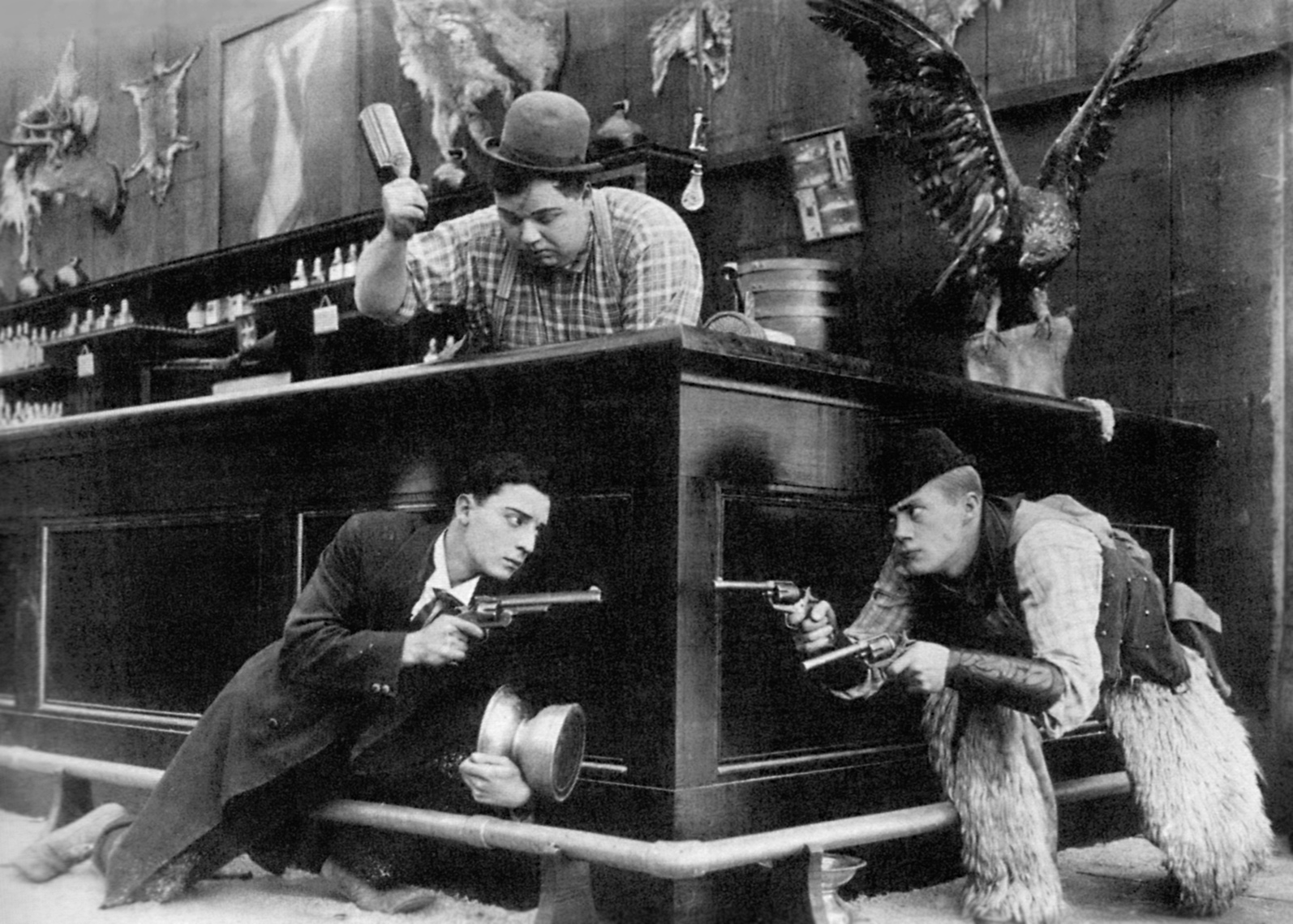
Cena de Out West de 1918, com Buster Keaton, Roscoe 'Fatty' Arbuckle e Al St. John (a partir da esquerda)

Foi com Arbuckle que Buster Keaton teve sua primeira oportunidade no cinema atuando no curta de 1917, "O Garoto Açougueiro". Eles rapidamente se tornaram parceiros nas telas, sempre com um sóbrio Keaton participando das aventuras do excêntrico personagem Roscoe Arbuckle, em suas aventuras malucas. Depois da promoção de Arbuckle aos longas-metragens, Keaton herdou as séries de curtas e lançou sua carreira como uma estrela da comédia. A profunda amizade de Arbuckle e Keaton nunca esmoreceu, mesmo quando Arbuckle, no topo da carreira, enfrentou a maior tragédia de sua vida, que o levou ao fundo do poço. Em sua autobiografia, Keaton rememora a natureza brincalhona  de Arbuckle, grande apreciador de pegadinhas. Keaton revela inclusive vários esquemas criados por Arbuckle praticados pelos dois às custas de várias estrelas e figurões de Hollywood.

### Charlie Chaplin
Depois que o ator inglês Charlie Chaplin se juntou aos estúdios Keystone, em 1914, Arbuckle foi seu tutor. O personagem mais famoso de Chaplin, o vagabundo (The Tramp), surgiu depois que Chaplin "pegou emprestado" o figurino trivial de Arbuckle nas telas: calças largas na cintura, botas e chapéu pequeno.

### O escândalo

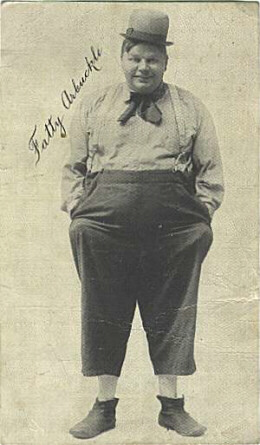
Fatty Arbuckle

No alto de sua carreira, Arbuckle era contratado da Paramount, ganhando 1 milhão de dólares por ano – o primeiro contrato multimilionário de um estúdio de Hollywood. Ele trabalhou incessantemente, chegando a filmar três longas-metragens de uma só vez. Em 3 de setembro de 1921, Arbuckle tirou uma pequena folga e foi para São Francisco com dois amigos, Lowell Sherman (ator e diretor) e o câmera Fred Fischbach. Os três se registraram no Saint Francis Hotel e convidaram muitas mulheres para uma festa na suíte deles. Durante a "festinha", uma aspirante a atriz de 30 anos, chamada Virginia Rappe, se sentiu muito mal e foi examinada pelo médico do hotel, que concluiu que os sintomas eram causados por intoxicação.

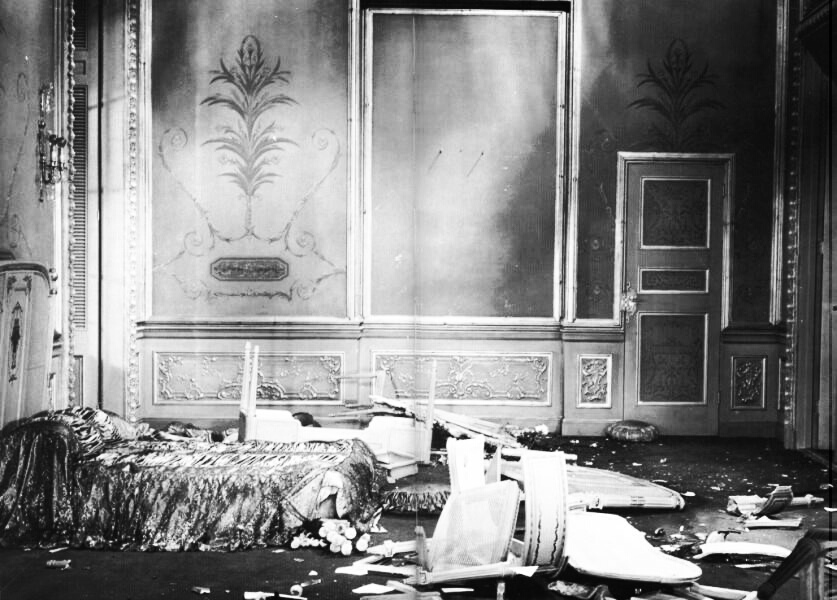
Suite 1221 do Hotel St. Francis logo após a festa de Arbuckle

Virginia morreu três dias depois de inflamação no peritônio – membrana serosa que cobre as paredes abdominais – causada pela ruptura de um órgão. A companhia de Virginia na festa, Maude Delmont, disse no júri que Arbuckle de alguma forma perfurou o órgão da mulher enquanto a estuprava. Não muito tempo depois, em entrevista coletiva, Al Semnacker, empresário de Virginia, acusou Arbuckle de usar uma pedra de gelo para simular sexo com ela, o que teria levado, mais tarde, às agressões. Quando o fato chegou às manchetes, o objeto usado por Arbuckle era uma garrafa de Coca-Cola ou champanhe e não o gelo reportado por Semnacker. De fato, testemunhas atestaram que Arbuckle passou gelo na região do estômago de Virginia para aliviar a dor abdominal. Arbuckle tinha certeza de que não havia nada para ele se envergonhar, e negou qualquer deslize de conduta. Posteriormente, Maude Delmont fez uma declaração à polícia incriminando Arbuckle, em uma tentativa de extorquir dinheiro dos advogados do acusado, mas o problema rapidamente saiu do controle dela.
A carreira de Roscoe Arbuckle é citada por alguns historiadores do cinema como uma das grandes tragédias de Hollywood. Seu processo foi um grande evento midiático. Muitas histórias sensacionalistas saíam nos jornais do conglomerado de comunicação do magnata William Randolph Hearst espalhados por todo o país, quase sempre fazendo Arbuckle parecer culpado. O escândalo destruiu sua carreira e vida pessoal. Grupos moralistas clamavam pela condenação de Arbuckle à morte. Enquanto isso, executivos dos estúdios de Hollywood ordenaram que os amigos de Arbuckle na indústria não se manifestassem publicamente a favor dele. Na ocasião, Chaplin estava na Inglaterra. Buster Keaton veio em defesa do amigo e declarou que Arbuckle era a "alma mais gentil que ele havia conhecido". O ator de cinema William S. Hart, que nunca trabalhou com Arbuckle, fez declarações públicas presumindo a culpa de Arbuckle no caso.
O promotor era o advogado do distrito de São Francisco Mathew Brady, que estava comprometido a conseguir uma condenação por estupro, e usá-la como trampolim para se eleger governador do estado, cargo para o qual pretendia se candidatar. Nesta época, Mathew fez pronunciamentos públicos declarando Arbuckle culpado e ainda forçou testemunhas a darem depoimentos falsos.
Durante a audiência e não obstante a tendência do juiz para absolver Arbuckle, Mathew Brady não permitiu que a única testemunha de acusação, Maude Delmont, depusesse. Maude tinha uma longa ficha criminal, que incluía, entre outros delitos, bigamia, fraude e extorsão. A defesa também dispunha de uma carta escrita por Delmont admitindo um plano para extorquir Arbuckle. A mudança constante da história que Maude contava sobre o acontecido era outro fator que diminuiria ainda mais a importância de seu depoimento perante o juiz. No parecer final, o juiz demoliu cada pedaço das evidências apresentadas pela promotoria e terminou dando uma lição no promotor por ter levado um caso tão fraco à audiência. O juiz não encontrou evidência de estupro, mas decidiu que Arbuckle deveria ser processado por homicídio culposo – sem intenção de matar.

#### Primeiro julgamento
Todas as evidências apresentadas pela promotoria foram recebidas com risadas no salão da corte. Os espectadores se levantaram e aplaudiram Arbuckle quando foi sua vez de testemunhar. O resultado do júri foi de 10 a 2 declarando Arbuckle inocente. Mas, como houve divergências profundas entre membros do júri, foi feito um pedido para que o caso voltasse ao processo de coleta de evidências para um novo julgamento.

#### Segundo julgamento
As mesmas evidências foram apresentadas, mas desta vez uma das testemunhas, Zey Prevon, confessou que o advogado distrital forçou ela a mentir. Uma outra testemunha, que acusara Arbuckle de tentar fazer com que ele não desse seu depoimento perante o júri, foi desacreditada, por ter sido declarado fugitivo do sistema prisional, onde cumpria pena por assaltar uma garota de oito anos. Além da queda dessas importantes testemunhas, outro fator contava a favor de Arbuckle neste julgamento: especialistas em impressões digitais descobriram que as impressões usadas como prova no caso eram falsas. A defesa estava tão convencida da absolvição que Arbuckle nem sequer foi orientado a testemunhar. O júri interpretou a recusa de Arbuckle testemunhar como um sinal de culpa. O caso voltou a ser adiado pelo júri, mesmo com o resultado de 10 a 2 a favor da absolvição de Arbuckle.

#### Terceiro julgamento
Nesta época, os filmes de Arbuckle já haviam sido banidos das salas de cinema, ao mesmo tempo que os jornais foram abastecidos durante sete meses com histórias falaciosas sobre Hollywood e suas orgias, assassinatos, perversões sexuais além de mentiras sobre o caso de Arbuckle. Maude Delmont saiu em turnê pelo país, se apresentando como a mulher que assinou a sentença de assassinato contra Arbuckle.
Desta vez, o júri demorou apenas seis minutos para chegar a um veredito unânime absolvendo Arbuckle; cinco dos jurados foram compelidos a escrever uma declaração de desculpas ao réu. Infelizmente, a opinião pública havia desde então se tornado contra Arbuckle. Depois do veredito final, a comissão de censura baniu Arbuckle das telas, proibindo-o de atuar em qualquer produção realizada nos Estados Unidos.
O caso Arbuckle foi um dos quatro maiores envolvendo a Paramount no período. Em 1920, Olive Thomas morreu depois de beber grande quantidade de medicamentos de seu marido, Jack Pickford, por tê-los confundido com água. Em 1922, o assassinato do diretor William Desmond Taylor acabou terminantemente com a carreira das atrizes Mary Miles Minter e a antiga parceira de Arbuckle Mabel Normand e, em 1923, a overdose de drogas do ator/diretor Wallace Reid levou-o à morte. Os escândalos derivados destas tragédias agitaram Hollywood, levando os grandes estúdios a incluir cláusulas moralistas nos contratos.
Por causa do escândalo, a maioria dos exibidores desistiu de apresentar os filmes de Arbuckle, muitos dos quais não possuíam cópias conhecidas para terem sobrevivido intactos. Ironicamente, um dos poucos longas a sobreviver foi "Leap Year", um dos dois filmes acabados que a Paramount adiou o lançamento logo no estouro do escândalo. Os filmes foram eventualmente lançados na Europa, mas nunca tiveram uma temporada nos cinemas dos Estados Unidos e da Grã-Bretanha.

## Vida depois do escândalo
Em 27 de janeiro de 1925, ele se divorciou de Araminta Estelle Durfee, em Paris. No mesmo ano, em 16 de maio, Arbuckle se casou novamente. Desta vez com Doris Diane.
Arbuckle tentou voltar à produção cinematográfica, mas a indústria resistia em distribuir seus filmes. Ele se entregou ao alcoolismo. Nas palavras de sua esposa, "Roscoe parecia conseguir consolo e conforto em uma garrafa".
Buster Keaton tentou ajudar Arbuckle, dando a ele trabalho em alguns dos filmes que estrelava. Arbuckle escreveu a história de um curta de Keaton chamado "Daydreams". É comprovado que Arbuckle dirigiu algumas cenas do filme de Keaton, Sherlock Jr., mas não é certo quanto deste material foi usado na versão final.
Arbuckle também dirigiu grande número de comédias curtas dos estúdios Educational Pictures, sob o pseudônimo de William Goodrich. Os filmes eram estrelados por atores menos conhecidos do público. Louise Brooks, que interpretou a mocinha ingênua de um dos filmes dessa época (Windy Rilley goes Hollywood, 1931), certa vez disse à Kevin Brownlow, "Ele não fez nenhum esforço para dirigir este filme. Ele sentava em sua cadeira como um homem morto. Ele tem sido muito  gentil e docemente mórbido desde o escândalo que arruinou sua carreira. Mas, para mim, era incrível trabalhar neste filme fadado ao fracasso, tendo em vista que meu diretor era o grande Roscoe Arbuckle. Oh, eu pensei: ele era magnífico nos filmes. Ele era um dançarino maravilhoso. Era como flutuar nos braços de uma grande rosquinha – muito prazeroso". Em 1929, Doris Diane pediu o divórcio em Los Angeles. Em 21 de junho de 1931, Roscoe se casou com Addie Oakley Dukes McPhail, em Erie, Pensilvânia. Logo depois desse casamento, Arbuckle assinou um contrato com Jack Warner para estrelar seis comédias da Vitaphone usando seu próprio nome.
Estes filmes da Vitaphone, rodados no Brooklyn, constituem os únicos registros de sua voz. O comediante do cinema mudo Al St. John (sobrinho de Arbuckle) e os atores Lionel Stander e Shemp Howard também fizeram parte do elenco destes filmes, que fizeram grande sucesso nos Estados Unidos. Apesar disso, quando os irmãos Warner tentaram lançar os filmes na Grã-Bretanha, o Conselho Britânico de Cinema usou o escândalo de dez anos antes para negar o certificado de exibição.
Roscoe Arbuckle terminou de filmar seu último longa em 28 de junho de 1933. Já no dia seguinte, entraria vigor outro contrato para ele fazer mais um longa-metragem com a Warner. Finalmente, a reputação profissional de Arbuckle estava restaurada, e ele era bem-vindo novamente ao mundo que amava. Na ocasião do final da gravação, Arbuckle disse à imprensa: "Este é o melhor dia de minha vida". A excitação deve ter sido muito grande para ele, que morreu naquela noite, após sofrer um ataque fulminante do coração. Ele tinha 46 anos. Foi cremado e suas cinzas foram jogadas no Oceano Pacífico.

## Legado
Muitos dos filmes de Arbuckle, incluindo o longa "Life of the party", sobreviveram apenas como cópias apagadas com legendas em outras línguas que não o Inglês. Pouco ou nenhum esforço foi feito para preservar os negativos originais nos primeiros vinte anos de Hollywood. No começo do século XXI, alguns dos curtas de Arbuckle (particularmente aqueles que co-estrelavam Chaplin ou Keaton) têm sido restaurados, lançados em DVD e até exibidos em salas de cinema. A influência de Arbuckle nos primeiros anos do humor pastelão é largamente citada pelos estudiosos do cinema. O diretor Kevin Connor vai dirigir uma nova versão do filme de Arbuckle, "The life of the Party", como noticiou o sítio da "internet" Dark Horizons. Preston Lacy vai interpretar o papel de Arbuckle e Chris Kattan vai fazer Buster Keaton. O filme está sendo produzido por Doug Peterson e pelo escritor Vixtor Bardack. Em abril e maio de 2006, o Museu de Arte Moderna de Nova Iorque montou uma retrospectiva de um mês apresentando 56 filmes com todo o trabalho remanescente de Arbuckle.

## David Yallop: o biógrafo
O escritor inglês David Yallop, mundialmente conhecido por seus livros que tratam de casos polêmicos, como a morte do Papa João Paulo I, depois de pouco mais de mês de papado, escreveu uma biografia de Arbuckle, com o título "Quando o riso parou" (When the Laughter Stopped). O livro aborda principalmente o escândalo do estupro e a vida após a absolvição. Muitos críticos consideram o livro uma redenção ao injustiçado ator.